# Liste des territoires du Saint-Empire (W)
 (janvier 2024).
Si vous disposez d'ouvrages ou d'articles de référence ou si vous connaissez des sites web de qualité traitant du thème abordé ici, merci de compléter l'article en donnant les références utiles à sa vérifiabilité et en les liant à la section « Notes et références ».

Evolution du territoire du Saint-Empire (962-1806).

Ci-dessous la liste des états du Saint-Empire romain germanique commençant par la lettre W. Le tableau présente, de gauche à droite :
1. Le blason du territoire lorsqu'il est présent.
2. Le nom (francisé) du territoire.
3. Le statut du territoire (notamment, s'il bénéficie de l'immédiateté impériale ou le cas échéant son suzerain local).
4. Le type de territoire (voir la section Organisation).
5. Ses dates d'appartenance au Saint-Empire.
6. Le cercle impérial auquel il appartient et la date de son intégration.
7. Son siège à la Diète d'Empire.
8. Le ou les entité(s) qui lui a/ont précédé(s).
9. Le ou les entité(s) qui lui a/ont succédé(s).
10. Les pays et subdivisions (Länder allemands et autrichiens, provinces néerlandaises et belges, départements français, cantons suisses etc.) d'aujourd'hui qui recouvrent tout ou une partie de l'ancien territoire impérial.

## Liste des territoires du Saint-Empire (W)
| Blason                       | Territoire                   | Type                                                | Statut                               | Dates                                      | Cercle              | Banc                                                       | Entité(s) précédente(s)                                    | Entité(s) suivante(s)                                        | Pays actuel(s) et subdivision(s)                                           |
| ---------------------------- | ---------------------------- | --------------------------------------------------- | ------------------------------------ | ------------------------------------------ | ------------------- | ---------------------------------------------------------- | ---------------------------------------------------------- | ------------------------------------------------------------ | -------------------------------------------------------------------------- |
|                              | Waldbourg                    | Comté                                               |                                      | 1108/1424                                  | Souabe              | Souabe                                                     | Première maison Welf, maison de Hohenstaufen               | Divers (voir ci-dessous                                      | Divers                                                                     |
| Waldbourg-Capustigali        | Immédiateté impériale (1429) | Comté                                               | 1504-1745                            |                                            |                     | Comté de W-T                                               | Royaume de Prusse                                          | Russie (Oblast de Kaliningrad)                               |                                                                            |
| Waldbourg-Friedburg-Scheer   | Immédiateté impériale (1429) | Comté                                               | 1612-1717                            |                                            |                     | Comté de W-T                                               | Comté de W-T                                               | Bade-Wurtemberg                                              |                                                                            |
| Waldbourg-Scheer             | Immédiateté impériale (1429) | Comté                                               | 1717-1764                            |                                            |                     | Comté de W-T                                               | Comté de W-T                                               | Arrondissement de Sigmaringe (Bade-Wurtemberg)               |                                                                            |
| Waldbourg-Sonnenbourg        | Immédiateté impériale (1429) | Comté                                               | 1424-1511                            |                                            |                     | Comté de Waldbourg                                         | Haute-Autriche des Habsbourg                               | Autriche (Vorarlberg)                                        |                                                                            |
| Waldbourg-Trauchbourg        | Immédiateté impériale (1429) | Comté                                               | 1424-1772/1779                       |                                            |                     | Comté de Waldbourg                                         | Comtés de W-C (1504), W-F-S (1612), W-S (1717), W-Z (1779) | Allemagne ( Bade-Wurtemberg), Russie (Oblast de Kaliningrad) |                                                                            |
| Waldbourg-Waldbourg          | Immédiateté impériale (1429) | Comté                                               | 1589-1660                            |                                            |                     | Comté de Waldbourg-Wolfegg-Zeil                            | Comtés de W-Wo., W-Z                                       | Bade-Wurtemberg                                              |                                                                            |
| Waldburg-Waldsee             | Immédiateté impériale (1429) | Comté                                               | 1667-1803                            |                                            |                     | Comté de W-Wo.                                             |                                                            | Bad-Waldsee (Bade-Wurtemberg)                                |                                                                            |
| Waldburg-Waldsee             | Immédiateté impériale (1429) | Principauté                                         | 1803-1806                            |                                            |                     |                                                            | Royaume de Wurtemberg                                      | Bad-Waldsee (Bade-Wurtemberg)                                |                                                                            |
| Waldburg-Wolfegg             | Immédiateté impériale (1429) | Comté                                               | 1589-1798                            |                                            |                     | Comté de W-W-Z                                             | Comté de W-Wa.(1667)                                       | Arrondissement de Ravensbourg (Bade-Wurtemberg)              |                                                                            |
| Waldburg-Wolfegg-Waldsee     | Immédiateté impériale (1429) | Comté                                               | 1798-1806                            |                                            |                     | Comtés de W-Wo., W-Wa.                                     | Royaume de Wurtemberg                                      | Arrondissement de Ravensbourg (Bade-Wurtemberg)              |                                                                            |
| Waldbourg-Wurzach            | Immédiateté impériale (1429) | Comté                                               | 1674-1803                            |                                            |                     | Comté de W-Z                                               | Royaume de Wurtemberg                                      | Wurzach (Bade-Wurtemberg)                                    |                                                                            |
| Waldbourg-Wurzach            | Immédiateté impériale (1429) | Principauté                                         | 1803-1806                            |                                            |                     |                                                            | Royaume de Wurtemberg                                      | Wurzach (Bade-Wurtemberg)                                    |                                                                            |
| Waldburg-Wolfegg-Zeil        | Immédiateté impériale (1429) | Comté                                               | 1424-1589                            |                                            |                     | Comté de Waldbourg                                         | Comtés de Waldbourg-Waldbourg, W-Wo.                       | Bade-Wurtemberg                                              |                                                                            |
| Waldbourg-Zeil               | Immédiateté impériale (1429) | Comté                                               | 1424-1803                            |                                            |                     | Comté de Waldbourg                                         | Comté de W-Wu. (1674)                                      | Château de Zeil(Bade-Wurtemberg)                             |                                                                            |
| Waldbourg-Zeil               | Immédiateté impériale (1429) | Principauté                                         | 1803-1806                            |                                            |                     | Comté de Waldbourg                                         | Royaume de Wurtemberg                                      | Château de Zeil(Bade-Wurtemberg)                             |                                                                            |
| Waldbourg-Zeil-Hohenems      | Immédiateté impériale (1429) | Comté                                               | 1779-1806                            |                                            |                     | Comtés de W-Z, de Hohenems                                 | Royaume de Wurtemberg                                      | Bade-Wurtemberg                                              |                                                                            |
| Waldbourg-Zeil-Trauchbourg   | Immédiateté impériale (1429) | Comté                                               | 1779-1803                            |                                            |                     | Comtés de W-Z, de W-T                                      | Royaume de Wurtemberg                                      | Bade-Wurtemberg                                              |                                                                            |
| Weldberg-Zeil et Trauchbourg | Immédiateté impériale (1429) | Principauté                                         | 1803-1806                            |                                            |                     | Comté de W-Z-T                                             | Royaume de Wurtemberg                                      | Bade-Wurtemberg                                              |                                                                            |
|                              | Waldeck                      | Comté                                               | Fief de l'électorat de Mayence       | XIIIe-1712                                 | Haut-Rhin           | Comté de Schwalenberg                                      |                                                            |                                                              | Arrondissement de Hamelin-Pyrmont (Basse-Saxe), Château de Waldeck (Hesse) |
|                              | Waldeck-Pyrmont              | Principauté                                         | Immédiateté impériale                | 1712-1805                                  | Haut-Rhin           |                                                            |                                                            | Principauté de Waldeck-Pyrmont (CR)                          | Arrondissement de Hamelin-Pyrmont (Basse-Saxe), Château de Waldeck (Hesse) |
|                              | Waldsassen                   | Abbaye impériale                                    | Immédiateté impériale                | 1147-1556                                  | Bavière             | Souabe                                                     | Création en 1133 (Margraviat de Nordgau ?)                 |                                                              | Abbaye de Waldsassen(Bavière)                                              |
| Abbaye                       | Waldsassen                   | Abbaye sous la protection de l'électorat de Bavière | 1690-1803                            |                                            | Bavière             | Souabe                                                     | Royaume de Bavière                                         |                                                              | Abbaye de Waldsassen(Bavière)                                              |
|                              | Walkenried                   | Abbaye impériale                                    | Immédiateté impériale                | 1542-1648                                  | Haute-Saxe          | Rhénan                                                     | Création en 1132 (landgraviat de Thuringe ?)               | Principauté de Brunswick-Wolfenbüttel                        | Abbaye de Walkenried (Basse-Saxe)                                          |
|                              | Wangen                       | Ville d'Empire                                      | Immédiateté impériale                | 1286-1802                                  | Souabe              | Souabe                                                     | Duché de Souabe ?                                          | Electorat de Bavière                                         | Bade-Wurtemberg                                                            |
|                              | Wartenberg                   | Comté                                               | Immédiateté impériale, fief silésien | 1471-1794                                  | Haut-Rhin           |                                                            |                                                            | Première république                                          | Arrondissement de Kaiserslautern etc.(Rhénanie-Palatinat)                  |
|                              | Weil                         | Ville d'Empire                                      | Immédiateté impériale                | v.1275-1803                                | Souabe              | Souabe                                                     | Duché de Souabe ?                                          | Duché de Wurtemberg                                          | Bade-Wurtemberg                                                            |
|                              | Weingarten                   | Abbaye                                              |                                      | 1274-1803                                  | Souabe              | Souabe                                                     |                                                            | Principauté de Nassau-Orange-Fulda                           |                                                                            |
|                              | Weissenau                    | Abbaye                                              |                                      | Fin XIIIe-1802                             | Souabe              | Souabe                                                     |                                                            | Sternberg-Manderscheid                                       |                                                                            |
|                              | Werden                       | Abbaye impériale                                    |                                      | 877-1803                                   | Bas-Rhin-Westphalie | Rhénan                                                     | Brandebourg                                                | Royaume de Prusse                                            |                                                                            |
|                              | Werdenbourg                  | Comté                                               |                                      | XIIIe-1534                                 |                     |                                                            | Comté de Montfort                                          | Comtés de Furstenberg et de Zollern                          | Château de Werdenbourg(canton de Saint-Gall)                               |
|                              | Werle                        | 1229/1235-1436                                      |                                      |                                            |                     |                                                            |                                                            | Duché de Mecklembourg                                        |                                                                            |
|                              | Wernigerode                  | Fief de la marche de Brandebourg                    | Comté                                | XIIe?/1268-1429                            | Haute-Saxe          |                                                            |                                                            | Stolberg                                                     |                                                                            |
|                              | Westerbourg                  |                                                     | Baronnie                             | XIVe-1806                                  |                     |                                                            | Seigneurie de Runkel                                       | Grand-duché de Berg                                          | Westerburg (Rhénanie-Palatinat)                                            |
|                              | Westphalie                   | Fief de l'électeur de Cologne                       | Duché                                | 1180-1803                                  |                     |                                                            | Duché de Saxe                                              | Hesse-Darmstadt                                              | Hesse                                                                      |
| Prévôté                      | Westphalie                   | Fief de l'électeur de Cologne                       | 1483-1803                            |                                            |                     |                                                            |                                                            | Hesse-Darmstadt                                              | Hesse                                                                      |
|                              | Wettenhausen                 |                                                     | Abbaye impériale                     | ?-1803                                     |                     |                                                            |                                                            | Electorat de Bavière                                         |                                                                            |
|                              | Wetzlar                      |                                                     | Ville d'Empire                       | 1180 - 1803                                |                     |                                                            |                                                            | Principauté de Ratisbonne                                    |                                                                            |
|                              | Wickrath                     |                                                     | Seigneurie                           |                                            |                     |                                                            |                                                            |                                                              |                                                                            |
|                              | Wied                         |                                                     | Comté                                | 9e-1698                                    |                     |                                                            |                                                            |                                                              |                                                                            |
|                              | Wiesensteig                  |                                                     | Seigneurie                           | Ville libre vers 1300, médiatisée en 1803. |                     |                                                            |                                                            | Bade                                                         |                                                                            |
|                              | Wiesentheid                  |                                                     | Seigneurie                           |                                            |                     |                                                            |                                                            |                                                              |                                                                            |
|                              | Wimpfen                      |                                                     | Ville d'Empire                       | v.1300-1803                                |                     |                                                            |                                                            | Electorat de Bade                                            |                                                                            |
|                              | Windisch-Graetz              |                                                     | Seigneurie                           |                                            |                     |                                                            |                                                            |                                                              |                                                                            |
|                              | Windsheim                    |                                                     | Ville d'Empire                       | 1248                                       |                     |                                                            |                                                            |                                                              |                                                                            |
|                              | Winnebourg                   |                                                     | Seigneurie                           |                                            |                     |                                                            |                                                            |                                                              |                                                                            |
|                              | Wissembourg                  |                                                     | Abbaye impériale                     | 629/974-1545                               | Haut-Rhin           |                                                            | Principauté épiscopale de Spire                            | Royaume de France (province d'Alsace)                        | France (Bas-Rhin)                                                          |
|                              | Wissembourg                  |                                                     | Ville d'Empire                       | 1281-1679                                  | Haut-Rhin           |                                                            | Abbaye de Wissembourg Seigneurie de Fleckenstein           | Royaume de France (province d'Alsace)                        | France (Bas-Rhin)                                                          |
|                              | Wolfstein                    |                                                     | Principauté                          | 1217-1383                                  |                     |                                                            |                                                            |                                                              | Bavière                                                                    |
|                              | Wolfstein                    |                                                     | Seigneurie                           | (1217-1383)                                |                     |                                                            |                                                            |                                                              |                                                                            |
|                              | Worms                        |                                                     | Principauté épiscopale               | 861-1802                                   | Haut-Rhin           | Banc ecclésiastique                                        |                                                            | Landgraviat de Hesse-Darmstadt                               |                                                                            |
|                              | Worms                        |                                                     | Ville d'Empire                       | 1184-?                                     |                     | Rhénan                                                     |                                                            |                                                              |                                                                            |
|                              | Wurtemberg                   |                                                     | Comté                                | 1143-1495                                  |                     | Banc laïque                                                | Duché de Souabe                                            |                                                              |                                                                            |
|                              | Wurtemberg                   | Duché                                               | 1495-1803                            | Souabe                                     |                     |                                                            |                                                            |                                                              |                                                                            |
|                              | Wurtemberg                   | Electorat                                           | 1803-1805                            |                                            |                     |                                                            | Royaume de Wurtemberg(CR)                                  |                                                              |                                                                            |
|                              | Wurtzbourg                   |                                                     | Principauté épiscopale               | 1168-1803                                  | Franconie           | Banc ecclésiastique                                        | Duché ethnique de Franconie                                |                                                              |                                                                            |
|                              | Wurtzbourg                   | Grand-duché                                         | 1805-1814                            | Collège électoral                          | Franconie           | Electorat de Bavière, principauté épiscopale de Wurtzbourg | Royaume de Bavière                                         |                                                              |                                                                            |

### Sources
- (de) Karl Zeumer, Heeresmatrikel von 1422, Tübingen, Verlag von J.C.B. Mohr (Paul Siebeck), 1913, 2e éd. (1re éd. 1422).
- (de) Karl Zeumer, Reichsmatrikel von 1521, Tübingen, Verlag von J.C.B. Mohr (Paul Siebeck), 1913, 2e éd. (1re éd. 1521).
- (de) Verzeichnis der Reichskreise von 1532, Augsburg, Heinrich Steiner, 1532.
- (de) Reichsmatrikel beruhend auf den Beschlüssen des Nürnberger Exekutionstages, 1663, 3e éd.

### Cartes
- Cartes avec les frontières actuelles
- « Cartothèque »

- L'Empire de Charles Quint (XVIe siècle)
- « Assembler le Saint-Empire romain germanique : 1648 » sur YouTube

### Autres ressources
- (en) The Holy Roman Empire Association
- (en) Article sur Britannica
- Quizz sur les états de 1356